# Zdzisław Bal
Zdzisław Bal – polski kierowca wyścigowy, trzykrotny kartingowy mistrz Polski.

## Biografia
Był członkiem Automobilklubu Świętokrzyskiego. Rywalizację w kartingu rozpoczął w pierwszej połowie lat 60. W 1963 roku uczestniczył w wyścigu na Sadkowie. W 1965 roku został członkiem reprezentacji Polski w kartingu. W sezonie 1967 wygrał wszystkie osiem eliminacji Kartingowych Mistrzostw Polski i zdobył tytuł w kategorii wyścigowej. 22 października 1967 roku wystartował w wyścigu Formuły 3 w Puławach, którego jednak nie ukończył. W roku 1968 zwyciężał sześciokrotnie w mistrzostwach Polski w kartingu i obronił tytuł w kategorii wyścigowej. W sezonie 1969 wygrał trzy eliminacje i zdobył trzeci tytuł w kategorii wyścigowej. W 1970 roku wygrał zawody w Koszalinie.
W 1973 roku został instruktorem Sekcji Kartingowej Automobilklubu Świętokrzyskiego. W tym samym roku powrócił również do czynnego kartingu. W mistrzostwach Polski zajął piąte miejsce w klasyfikacji końcowej, ponadto był drugi w międzynarodowym wyścigu w Radomiu. W roku 1974 powrócił do reprezentacji Polski, uczestnicząc tym samym w eliminacjach do Kartingowych Mistrzostw Europy. Zajął również czwarte miejsce w międzynarodowym wyścigu o Puchar XXX-lecia PRL, rozgrywanym w Kędzierzynie-Koźlu.